# Завальный, Павел Николаевич
Па́вел Никола́евич Зава́льный (род. 11 августа 1961) — российский предприниматель, государственный и политический деятель. Председатель комитета Государственной Думы по энергетике с 21 апреля 2015 по 23 июля 2024 года. Член фракции «Единая Россия».
Депутат Государственной думы VI и VII и VIII созывов.
Из-за вторжения России на Украину, находится под международными санкциями Евросоюза, США и ряда других стран.

## Биография
Родился 11 августа 1961 года в селе Хотьково (Калужская область). В 1984 году окончил Калужский филиал МВТУ имени Н. Э. Баумана по специальности «турбиностроение». В 2003 году прошёл курс переподготовки по программе «Директор по экономике и финансам» в Институте бизнеса и делового администрирования Академии народного хозяйства при правительстве РФ, в 2005 году там же прошёл переподготовку по программе «Мастер делового администрирования».
Кандидат технических наук, в 1998 году защитил диссертацию в Уральском государственном техническом университете по теме «Повышение эффективности использования центробежных нагнетателей с газотурбинными установками в газотранспортных системах».
В 1984—1987 годах работал инженером, диспетчером, начальником компрессорной станции ПО «Тюментрансгаз». В 1987—1995 годах работал на дочернем предприятии "РАО «Газпром» «Тюментрансгаз» заместителем начальника, главным инженером управления, начальником производственного отдела. В 1995 назначен заместителем генерального директора «Тюментрансгаз» РАО «Газпром». В 1996 назначен генеральным директором ООО «Тюментрансгаз» ОАО «Газпром», работал в этой должности до 2008 года. В 2008 году назначен генеральным директором ООО «Газпром трансгаз Югорск», где работал до 2011 года. В 2001—2011 годах трижды избирался депутатом Думы Ханты-Мансийского автономного округа — Югры, депутат третьего созыва от избирательного округа № 4, депутат четвёртого созыва от одномандатного избирательного округа № 1, депутат пятого созыва от одномандатного избирательного округа № 1.
В 2011 году был избран депутатом Государственной Думы VI созыва, баллотировался по спискам партии «Единая Россия».
В 2016 году повторно баллотировался в Государственную Думу VII созыва, избран депутатом по Ханты-Мансийскому одномандатному избирательному округу № 222.
В 2021 году в третий раз избрался в Государственную Думу, став депутатом VIII созыва от партии “Единая Россия” по Ханты-Мансийскому одномандатному избирательному округу №222. С 15 апреля 2015 года занимает пост председателя комитета Государственной Думы по энергетике.
22 июля 2024 года в Государственную думу внесли проект об освобождении Завального с поста председателя Комитета палаты по энергетике. 23 июля Госдума приняла постановление об освобождении.
Президент Федерации бильярдного спорта России.
Президент Российского газового общества.
Член Коллегии Министерства энергетики РФ.

## Законотворческая деятельность
С января 2012 по март 2022 года, в течение исполнения полномочий депутата Государственной Думы VI,VII и VIII созывов, выступил соавтором 27 законодательных инициатив и поправок к проектам федеральных законов.
Лоббирует инициативы в интересах топливной промышленности, в частности ПАО «Газпром». В Госдуме VI созыва он рекомендовал отклонить законопроект о либерализации экспорта сжиженного природного газа, чтобы сохранить за «Газпромом» это исключительное право, а также предлагал поправки в шельфовое законодательство, позволяющие монополии создавать плавучие буровые установки без разрешения властей и передавать их в собственность дочерним предприятиям. Поддержал законопроект об административной ответственности за нарушение охранных зон возле объектов систем газоснабжения.

### Позиция по отношению к введению социальной нормы потребления электроэнергии
Павел Завальный готов поддержать введение социальной нормы потребления электроэнергии для населения (т.е. тарифов на электроэнергию, дифференцированных по объемам потребления) на федеральном уровне.

## Санкции
30 сентября 2022 года, на фоне вторжения России на Украину, внесён в санкционный список США в ответ на «фиктивные референдумы» и «аннексию территорий Украины российскими оккупационными силами».
16 декабря 2022 года внесён в санкционный список Евросоюза за поддержку и реализации политики, подрывающую территориальную целостность, суверенитет и независимость Украины так как «проголосовал за незаконную аннексию областей Донецкой, Луганской, Херсонской и Запорожской областей и их включение в состав Российской Федерации».
23 февраля 2023 года включён в санкционный список Канады «соратников режима», так как он «голосовал за законодательство связанное с вторжением и попыткой аннексии четырёх регионов Украины».
По аналогичным основаниям находится под санкциями Швейцарии, Украины, Новой Зеландии.

## Собственность и доходы
По официальным данным, доход Завального вместе с супругой за 2011 год составил более 250,6 млн рублей. Семье принадлежат 4 земельных участка общей площадью 6 тыс. квадратных метров, жилой дом площадью 706 квадратных метров, квартира, автомобили Bentley Continental Flying Spur, Porsche Cayenne и Mercedes-Benz. В рейтинге доходов депутатов Госдумы за 2011 год Завальный занял 10-е место.
В рейтинге доходов чиновников русского издания журнала Форбс за 2012 год Павел Завальный занял 35-е место с суммарным доходом семьи 250 миллионов рублей.

## Награды
- Медаль ордена «За заслуги перед Отечеством» II степени (1 августа 2006) — за большой вклад в развитие газовой отрасли, достижения в производственной деятельности и многолетний добросовестный труд[32].
- Почётная грамота правительства Российской Федерации (16 декабря 2019) — за большой вклад в развитие российского парламентаризма и активную законотворческую деятельность[33].
- Благодарность Правительства Российской Федерации (17 декабря 2016) — за заслуги в законотворческой деятельности и многолетний добросовестный труд[34].